# سیم‌کارت

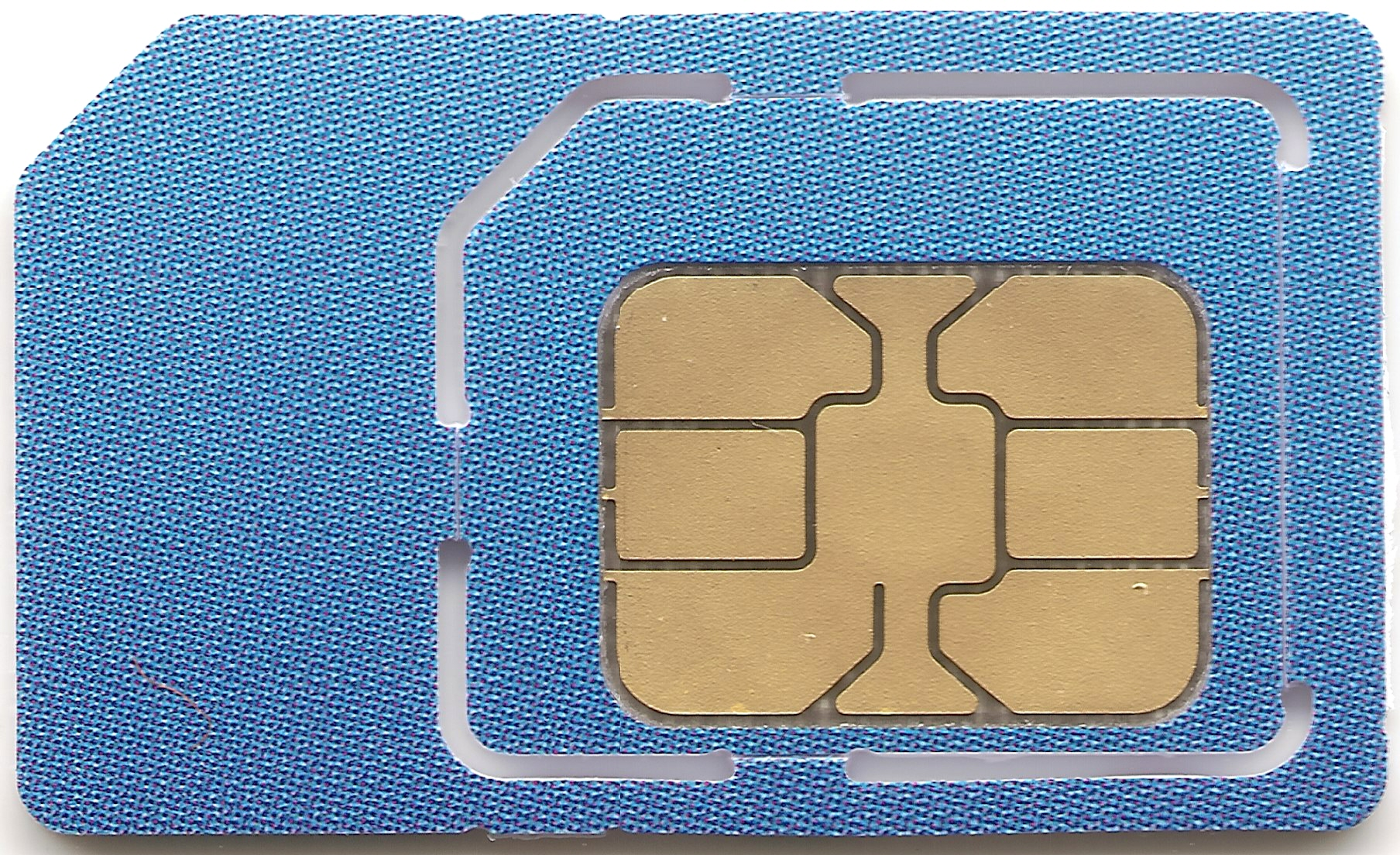
تصویری از یک سیم‌کارت با دو اندازه استاندارد و میکرو (پشت)

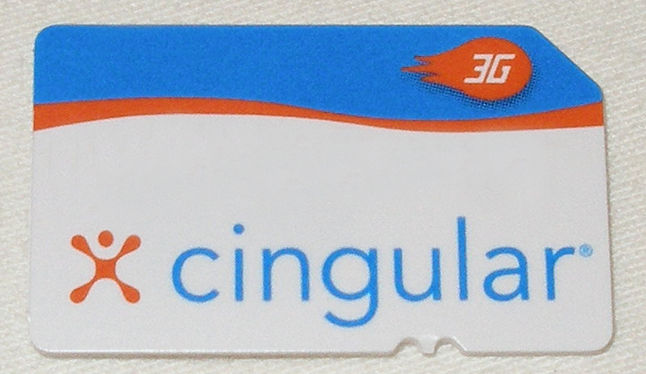
یک سیم‌کارت نسل سوم/3G اپراتور Cingular (رو)

سیم‌کارت یا شناس‌کارت (واحد شناسانندهٔ کاربر (مشترک))، کارتی هوشمند برای تلفن‌های همراه است. سیم‌کارت، کلیدهای کاربر-سرویس‌دهنده را برای شناسایی کاربر (مشترک) به شبکه تلفن همراه در خود نگه می‌دارد. یک سیم‌کارت به کاربران اجازه می‌دهد که گوشی تلفن خود را به آسانی، فقط با خارج کردن سیم‌کارت و قراردادن آن در گوشی دیگر، تغییر دهند.

استفادهٔ سیم‌کارت در شبکه‌های GSM است. معادل سیم‌کارت در شبکه‌های UMTS به نام USIM یا Universal Sim است، در حالیکه ماژول خارج شوندهٔ معرفی‌کننده کاربر (RUIM) در تلفن‌های CDMA بیشتر کاربرد دارد.

سیم‌کارت در دو اندازه استاندارد موجود است. اولی اندازه یک کارت اعتباری (۸۵٫۶۰م. م × ۵۳٫۹۸ م. م × ۰٫۷۶م. م) است. جدیدتر که خیلی محبوب تر هم است، اندازه مینیاتوری با ۲۵ م. م در طول، ۱۵ م. م ارتفاع و نازکی به اندازه ۰٫۷۶ م. م دارد.
W-SIM سیم‌کارتی ست که هسته فناوری سلولی را با کارتی درون خودش کامل می‌کند.
GSM 11.11 معرفی‌کننده مشخصات سیم‌کارت است. GSM 11.14 معرفی‌کننده مشخصات برنامه‌های ابزاری SIM برای سیم‌کارت است.

## اندازه ذخیره‌سازی حافظه
نوعی ارزان قیمت سیم‌کارت (فقط GSM 11.11) حافظه کمی دارد، چیزی در حدود ۲–۳ کیلوبایت که در GSM 11.11 تعریف شده‌است (برای دفترچه تلفن و شبیه آن). همان نوع حافظه داده مستقیماً توسط گوشی مهیا می‌شود. بخش بازاری سیم‌کارت‌های ارزان‌قیمت، پایداری آن‌ها است.

سیم‌کارتهایی با کاربردهای اضافی (GSM 11.14) در اندازهٔ حافظه‌های زیادی موجود است، بیشترین آن‌های یک گیگابایت است. کوچک‌ترین آن‌ها از همان نوع ۳۲ کیلوبایت و ۱۶ کیلوبایت است که در جاهایی که شبکه‌های GSM کمتر گسترش یافته استفاده می‌شوند. اندازه‌های بزرگ‌تری برای حافظه سیم‌کارت هم وجود دارد که بین ۱۲۸ تا ۱۰۲۴ کیلوبایت است.

حافظه سیم‌کارت بیشتر به ارائه دهنده خدمات مربوط می‌شود.

در پایان ۲۰۰۶ بیشترین نوع سیم‌کارت GSM ای که در آمریکا مورد استفاده قرار گرفت از نوع ۶۴ کیلوبایت بود.

## تغذیه
سه ولتاژ برای سیم‌کارت‌ها وجود دارد: ۵ ولت، ۳ ولت و ۱٫۸ ولت. سیم‌کارت‌های قبل از سال ۱۹۹۸ اکثراً ۵ ولت بودند. سیم‌کارت‌های بعدی با ۵ ولت و ۳ ولت سازگارند. سیم‌کارت‌های مدرن همگی هر سه ولتاژ کار را پشتیبانی می‌کنند.

## سیستم‌عامل‌ها
سیستم‌عامل‌های سیم‌کارت به‌طور معمول بر دو نوع هستند: سیستم‌عامل‌های محلی و کارت‌های جاوا. سیم‌کارت‌های محلی نرم‌افزارهای اختصاصی ارائه دهنده سرویس را در خود دارند همان‌طور که کارت‌های جاوا بر پایه استانداردهایی هستند، کارت‌های جاوا نوع خاصی از زیر مجموعهٔ زبان برنامه‌نویسی جاوا هستند که برای اجرا بر روی دستگاه‌های کوچک هدف‌گذاری شده‌اند.

## داده‌ها
سیم‌کارت‌ها اطلاعات مشخص‌شده توسط شبکه را برای تصدیق هویت و معرفی کاربر (مشترک) به شبکه را در خود دارند، مهم‌ترین این اطلاعات عبارتند از IMSI و Ki و LAI. یک سیم‌کارت همچنین اطلاعات دیگری نظیر شماره SMSC (مرکز سرویس پیغام کوتاه)، نام ارائه‌دهنده خدمات (SPN)، شماره‌های تماس خدمات (SDN) و برنامه‌های سرویس ارزش افزوده (VAS). (رجوع کنید به GSM 11.11)

### ICCID
هر سیم‌کارت به‌طور بین‌المللی با ICC-ID (شماره کارت مداری بین‌المللی) شناخته می‌شود. ICCID در درون سیم‌کارت ذخیره می‌شود و همچنین بر روی بدنه سیم‌کارت در طی فرایندی به نام شخصی‌سازی چاپ یا حک می‌شوند.

### IMSI
هر سیم‌کارت بر روی شبکه خودش توسط نگهداری یکتایی مشخص‌کننده بین‌المللی تلفن مشترک شناسایی می‌شود. اپراتورهای تلفن همراه با استفاده از IMSI تماس‌های تلفن همراه مشترک و ارتباط آن را با دیگر سیم‌کارت‌ها برقرار می‌کنند.

### کلید تصدیق هویت (Ki)
Ki یک مقدار ۱۶ بایتی است که برای تصدیق هویت سیم‌کارت بر روی شبکه تلفن همراه استفاده می‌شود. هر سیم‌کارت یک Ki به صورت یکتا دارند که توسط اپراتور تلفن همراه طی فرایند شخصی‌سازی به آن نسبت داده می‌شود. همچنین Ki در پایگاه داده شبکه (شناخته شده به عنوان HLR) ثبت می‌شود.

#### پروسه تصدیق هویت
1. در هنگام راه اندازی تلفن همراه، سیم‌کارت، IMSI خود را به اپراتور تلفن همراه با درخواست دسترسی و تصدیق هویت می‌فرستد.
2. اپراتور تلفن همراه در پایگاه داده خود به دنبال IMSI درخواست شده با Ki مشخص شده می‌گردد.
3. سپس اپراتور تلفن همراه یک عدد تصادفی ایجاد می‌کند و آن را با تلفیق در Ki یک شماره به نام درخواست وارد شده (SRES_1) ایجاد می‌کند.
4. سپس اپراتور شبکه عدد تصادفی را به سیم‌کارت می‌فرستد و سیم‌کارت هم آن عدد تصادفی را Ki در خودش تلفیق می‌کند و SRES_2 را ایجاد می‌کند و آن را به اپراتور می‌فرستد.
5. سپس اپراتور شبکه SRES_1 محاسبه شده خودش را با SRES_2 محاسبه شده توسط سیم‌کارت مقایسه می‌کند. اگر دو شماره با هم یکی شدند سیم‌کارت تصدیق شده و اجازه دسترسی به شبکه را پیدا می‌کند.

### معرفی‌کننده موقعیت محلی
سیم‌کارت وضعیت اطلاعات شبکه که از طرف شبکه به آن پخش می‌شود را ذخیره می‌کند، مانند معرفی‌کننده موقعیت محلی (LAI). اپراتورها به محدوده‌های مختلفی تقسیم شده‌اند، که هرکدام یک شماره LAI منحصربه‌فرد دارد. هنگامی که تلفن همراه موقعیت خود را از یک محدوده به محدوده دیگری تغییر می‌دهد، آن اطلاعات جدید LAI را در سیم‌کارت ذخیره کرده و به اپراتور شبکه می‌فرستد تا موقعیت جدید خود را مشخص کند.

## اندازه سیم‌کارت

سیم‌کارت سایز کامل(1FF), سیم‌کارت مینی(2FF), سیم‌کارت میکرو(3FF) و سیم‌کارت نانو(4FF)

سیم‌کارت در طی سال‌ها علاوه بر پیشرفت، سایز خود را نیز تغییر داده‌است، سیم‌کارت سایز کامل، سیم‌کارت مینی، میکروسیم و نانوسیم که با دستگاهای مختلف کار می‌کنند. همزمان با کاهش سایز دستگاه‌ها تولیدکنندگان نیز سعی کردند در اندازه سیم‌کارتها تغییراتی بدهند.
اولین سایز سیم‌کارت به صورت سایز کامل بود(1FF): این سایز تقریباً اندازه کارتهای اعتباری بانکی بود. (۸۵٫۶۰ میلی‌متر در ۵۳٫۹۸ میلی‌متر به ضخامت ۰٫۷۶ میلی‌متر) پس از آن سیم‌کارت مینی وارد بازار شد(2FF) که بخش کوچکتری از همان سیم‌کارت بود. (با ضخامت قبلی و ۲۵ میلی‌متر در ۱۵ میلی‌متر) نسخه بعدی سیم‌کارت که با نام سیم‌کارت میکرو(3FF) وارد شد بازهم طول و عرض کمتری نسبت به قبل داشت. (۱۵ میلی‌متر در ۱۲ میلی‌متر)
با کوچکتر شدن سایز سیم‌کارت، سازگاری آن‌ها با نسخه‌های قبلی همچنان رعایت شد، به همین علت با دستگاه‌های برش خاص یا قاب مخصوص می‌توان سه نوع ابتدایی سیم‌کارتها را به یکدیگر تبدیل کرد بدون آنکه مدار سیم‌کارت صدمه‌ای ببیند.
سرانجام نیز در سال ۲۰۱۲ نانو سیم‌کارت (4FF) تولید شد. این سیم کارت بازهم کوچکتر شد. البته برعکس تکامل نمونه‌های قبلی علاوه بر کاهش طول و عرض، ضخامتش نیز کاهش یافت. (۱۲میلی‌متر در ۸٫۸ میلی‌متر با ضخامت ۰٫۷ میلی‌متر) در سیم‌کارت نانو ضخامت پردازشگر به همراه بدنه ضخامتی معادل ۰٫۷ دارد که حدوداً ۱۵ درصد نسبت به نسخ قبلی کاهش ضخامت داشته‌است.
سیم‌کارت‌های نانو با سازگاری کامل با نسخه‌های قبلی ساخته شده‌است بنابراین می‌توان آن‌ها را با آداپتور مخصوص در دستگاه‌های قبلی نیز قرار دا.
| سیم‌کارت       | مرجع استاندارد                    | طول(mm) | عرض(mm) | ضخامت(mm) |
| ------------- | --------------------------------- | ------- | ------- | --------- |
| سایز کامل     | ISO/IEC 7810:2003, ID-1           | ۸۵٫۶۰   | ۵۳٫۹۸   | ۰٫۷۶      |
| مینی          | ISO/IEC 7810:2003, ID-000         | ۲۵٫۰۰   | ۱۵٫۰۰   | ۰٫۷۶      |
| میکرو         | ETSI TS 102 221 V9.0.0, Mini-UICC | ۱۵٫۰۰   | ۱۲٫۰۰   | ۰٫۷۶      |
| نانوسیم       | ETSI TS 102 221 V11.0.0           | ۱۲٫۳۰   | ۸٫۸۰    | ۰٫۶۷      |
| سیم جاسازی‌شده | JEDEC Design Guide 4.8, SON-8     | ۶٫۰۰    | ۵٫۰۰    | <۱٫۰      |

## پی‌نوشت و منبع
1. ↑  واژهٔ مصوب فرهنگستان زبان و ادب پارسی، دفتر نخست تا چهارم
2. ↑  «نانو سیم کارت با سایز کوچکتر» (PDF). Giesecke & Devrient. ۲۷ ژانویه ۲۰۱۲. بایگانی‌شده از اصلی (PDF) در ۲۱ اکتبر ۲۰۱۲.
3. ↑  «The UICC – Recent Work of ETSI TC Smart Card Platform» (PDF). Dr. Klaus Vedder. ۱۸ ژانویه ۲۰۱۲.

- ویکی‌پدیای انگلیسی